# Ischyronota brisouti
Ischyronota brisouti — жук подсемейства щитовок из семейства листоедов.

## Распространение
Встречается в северном Алжире, Марокко и Анкаре.

## Экология и местообитания
Кормовые растения — маревые (Chenopodiaceae): Anabasis prostrata и Солянка (Salsola).

## Подвиды
- Ischyronota brisouti brisouti (Reitter, 1889)
- Ischyronota brisouti jordanensis Borowiec, 1986 — встречается в Иордании